# 韓一右
韓一右（1509年—1587年），字汝弼，號貞斋，山東濟南府青城縣人，民籍，明朝政治人物。

## 生平
嘉靖十六年（1537年）山東鄉試第五名舉人。嘉靖十七年（1538年）聯捷戊戌科會試第一百八十四名，登第三甲第四十八名進士。初授行人司行人，二十一年五月授南京广东道监察御史，首次上疏弹劾吏部考功司郎中胡鲸、稽勋司郎中李恺贪墨不称职，乞求罢免。后出任扬州府知府，升四川按察司副使，三十一年（1552年）十二月因考察拾遗不合格去职。

## 家族
曾祖韓瑜；祖父韓相，鄢陵知縣；父韓齊，澄城知縣。嫡母焦氏；生母馬氏。慈侍下。兄一左；弟一动、一静。
有五子，长子韩文，早卒；次子韩孝，秀才；三子韩忠；四子韩和，秀才；五子韩醇。韩孝，娶进士张希稷女。侄韩容，隆庆四年进士。